# Мірча Саломір
Мірча Лучан Саломір (рум. Mircea Lucian Salomir, 1 травня 1945, Клуж-Напока — 24 лютого 2010, Клуж-Напока) — румунський футбольний арбітр. Арбітр ФІФА з 1983 по 1992 рік.

## Кар'єра
Народився 1 травня 1945 року. Розпочав грати у футбол, виступаючи за «Куджир», «Глорію» (Бистриця) і «Університатю» (Клуж-Напока), відмовившись від кар'єри гравця в 1977 році.
В подальшому став футбольним арбітром і з 1979 року працював у матчах вищого дивізіону Румунії. У період з серпня 1979 року по грудень 1993 року він провів 221 матч у Дивізіоні А, зайнявши 5-е місце в румунському рейтингу за весь час. Також з 1983 року був арбітром ФІФА і впродовж 12 років відсудив понад 40 міжнародних ігор.
Після закінчення кар'єри став арбітражним спостерігачем як всередині країни, так і на міжнародному рівні, а також був членом Центральної арбітражної комісії.
У лютому 2009 року в Саломіра була діагностована пухлина головного мозку, він був проперований у клініці нейрохірургії в Клужі, але помер 24 лютого 2010 року.